# Ранну, Александра
Александра Ранну Ле Энафф (фр. Alexandra Rannou Le Hénaff, род. 12 июля 1978, Кемпер) — французская профессиональная велогонщица.

## Карьера
Александра Ранну начала заниматься велоспортом в юности, выступая за местные клубы, такие как CC Bigouden и VS Quimper. В 1996 году она вошла в состав женской сборной Франции по велоспорту, где выступала до 2006 года.
Ранну Ле Энафф добилась выдающихся успехов на региональном уровне, завоевав не менее 19 титулов чемпионки Бретани к 2009 году в различных дисциплинах, включая шоссейный велоспорт, велокросс, маунтинбайк и трековый велоспорт. В 2009 году она выиграла чемпионат Бретани в Трефлезе, что стало её первым титулом после рождения дочери Морин.

### Шоссе
Её наиболее значимым достижением стала победа на этапе 2a Гранд Букль феминин в 2006 году, а также 6-е место в общем зачёте этой престижной гонки. Она также занимала 4-е место в классификации по очкам и 12-е в горной классификации в той же гонке.
Среди других заметных результатов: 8-е место на чемпионате Франции по шоссейному велоспорту (2006), 15-е место в Трофе де гримпёр (2009), участие в Тур де л’Од феминин, Туре Большого Монреаля и Туре Бретани. Ранну регулярно выступала на международных соревнованиях, представляя Францию в период с 1996 по 2006 год.

### Велокросс
Помимо шоссейного велоспорта, Александра Ранну активно участвовала в велокроссе. Среди её результатов: 11-е место на чемпионате Франции по велокроссу в Ланарвили (2007), 6-е место в Challenge de la France Cyclo-cross в Ате-сюр-Шер (2005), 15-е место в Challenge de la France Cyclo-cross в Энен-Бомон (2006).

### Трейлраннинг
После завершения профессиональной велокарьеры в 2009 году Ранну переключилась на трейлраннинг, где также добилась значительных успехов. В 2019 году она выиграла Trail de Guerlédan, завоевав титул чемпионки Бретани по трейлраннингу. Она также побеждала в других региональных соревнованиях, таких как Trail de Trévarez (2012) и участвовала в международных гонках, включая Transvulcania (2017).

## Достижения

### Шоссе
1996
 Чемпион Франции — групповая гонка U19
2000
10-я на Чемпионате Франции, индивидуальная гонка
2001
7-я на Чемпионате Франции, индивидуальная гонка
10-я на 14-м этапе Гранд Букль феминин
2002
2-я на Гран-при Ле Форж ен Бретань
10-я на Чемпионате Франции, индивидуальная гонка
2003
Гран-при Ле Форж ен Бретань
2004
Тур Лимузена
2-я в генеральной классификации
1-й этап
Тур Бретани
4-я на 4-м этапе
3-я на 5-м этапе
2005
Шоле — Земли Луары
2-я в Кубке Франции
9-я на Туре Берна
Чемпионат Франции по шоссейному велоспорту
9-я на индивидуальной гонке
9-я на групповой гонке
Гранд Букль феминин
5-я на 5-м этапе
9-я на 6-м этапе
2006
Гранд Букль феминин
8-я на 1-м этапе
Этап 2a
7-я на этапе 2b
4-я на 3-м этапе
8-я на 4-м этапе
7-я на 5-м этапе
6-я в генеральной классификации
4-я в классификации по очкам
2-я на Гран-при Ле Форж ен Бретань
Тур Бретани
3-я в генеральной классификации
3-й этап
7-я на 2-м этапе Тура Большого Монреаля
8-я на Чемпионате Франции, групповая гонка

### Велокросс
2010
Велокросс дю Минган
2013
3-я на Велокросс дю Минган

### Статистика выступления наГранд-турах
| Гонка / Год          | 2001           | 2002           | 2003           | 2004           | 2005           | 2006 |
| -------------------- | -------------- | -------------- | -------------- | -------------- | -------------- | ---- |
| Гранд Букль феминин  | 42             | —              | —              | —              | 10             | 6    |
| Рут де Франс феминин | не проводилась | не проводилась | не проводилась | не проводилась | не проводилась | DNF  |
| Тур де л'Од феминин  | —              | —              | —              | —              | 43             | 35   |

## Личная жизнь
Александра Ранну замужем за бывшим велогонщиком, Марком Ранну. У пары двое детей: Морин и Рафаэль. Она работает ассистентом администратора в службе технического обслуживания коммуны Коре. Ранну активно участвует в спортивной жизни своего региона, являясь секретарём клуба Courir et Marcher à Coray, а также членом велосипедных клубов Ergué Gabéric и Briec [Ouest-France].